# Román labdarúgó-szuperkupa
A Román labdarúgó-szuperkupa (hivatalos nevén: Supercupa României) egy 1994-ben alapított, a Román labdarúgó-szövetség által kiírt kupa. Tradicionálisan az új idény első meccsét jelenti, s az előző év bajnoka játszik az előző év kupagyőztesével.
A legsikeresebb csapat a Steaua București gárdája, hét győzelemmel.

## Kupadöntők
| Év   | Román bajnok                                           | Eredmény                                               | Román kupagyőztes                                      |
| ---- | ------------------------------------------------------ | ------------------------------------------------------ | ------------------------------------------------------ |
| 1994 | Steaua București                                       | 1 – 0 (h.u.)                                           | Gloria Bistrița                                        |
| 1995 | Steaua București                                       | 2 – 0                                                  | Petrolul Ploiești                                      |
| 1996 | A Steaua București nyerte a bajnokságot és a kupát is. | A Steaua București nyerte a bajnokságot és a kupát is. | A Steaua București nyerte a bajnokságot és a kupát is. |
| 1997 | A Steaua București nyerte a bajnokságot és a kupát is. | A Steaua București nyerte a bajnokságot és a kupát is. | A Steaua București nyerte a bajnokságot és a kupát is. |
| 1998 | Steaua București                                       | 4 – 0                                                  | Rapid București                                        |
| 1999 | Rapid București                                        | 5 – 0                                                  | Steaua București                                       |
| 2000 | A Dinamo București nyerte a bajnokságot és a kupát is. | A Dinamo București nyerte a bajnokságot és a kupát is. | A Dinamo București nyerte a bajnokságot és a kupát is. |
| 2001 | Steaua București                                       | 2 – 1                                                  | Dinamo București                                       |
| 2002 | Dinamo București                                       | 1 – 2                                                  | Rapid București                                        |
| 2003 | Rapid București                                        | 1 – 0 (h.u.)                                           | Dinamo București                                       |
| 2004 | A Dinamo București nyerte a bajnokságot és a kupát is. | A Dinamo București nyerte a bajnokságot és a kupát is. | A Dinamo București nyerte a bajnokságot és a kupát is. |
| 2005 | Steaua București                                       | 2 – 3                                                  | Dinamo București                                       |
| 2006 | Steaua București                                       | 1 – 0                                                  | Rapid București                                        |
| 2007 | Dinamo București                                       | 1 – 1 (6 – 7 b.u.)                                     | Rapid București                                        |
| 2008 | A CFR Cluj nyerte a bajnokságot és a kupát is.         | A CFR Cluj nyerte a bajnokságot és a kupát is.         | A CFR Cluj nyerte a bajnokságot és a kupát is.         |
| 2009 | Unirea Urziceni                                        | 1 – 1 (3 – 4 b.u.)                                     | CFR Cluj                                               |
| 2010 | CFR Cluj                                               | 2 – 2 (2 – 0 b.u.)                                     | Unirea Urziceni                                        |
| 2011 | Oțelul Galați                                          | 1 – 0                                                  | Steaua București                                       |
| 2012 | CFR Cluj                                               | 2 – 2 (2 – 4 b.u.)                                     | Dinamo București                                       |
| 2013 | Steaua București                                       | 3 – 0                                                  | Petrolul Ploiești                                      |
| 2014 | Steaua București                                       | 1 – 1 (3 – 5 b.u.)                                     | Astra Giurgiu                                          |
| 2015 | Steaua București                                       | 0 – 1                                                  | ASA Târgu Mureș                                        |
| 2016 | CFR Cluj                                               | 0 – 1                                                  | FC Astra Giurgiu                                       |
| 2017 | FC Viitorul                                            | 0 – 1                                                  | FC Voluntari                                           |
| 2018 | CFR Cluj                                               | 1 – 0                                                  | CS U Craiova                                           |
| 2019 | CFR Cluj                                               | 0 – 1                                                  | Viitorul Constanța                                     |
| 2020 | CFR Cluj                                               | 0 – 0 (4 – 1 b.u.)                                     | FCSB                                                   |
| 2021 | CFR Cluj                                               | 0 – 0 (2 – 4 b.u.)                                     | CS U Craiova                                           |
| 2022 | CFR Cluj                                               | 1 – 2                                                  | Sepsi OSK                                              |
| 2023 | Farul Constanța                                        | 0 – 1                                                  | Sepsi OSK                                              |
| 2024 | FCSB                                                   | 3 – 0                                                  | Corvinul Hunedoara                                     |

- h.u. – hosszabbítás után
- b.u. – büntetők után

## Statisztika

### Győzelmek száma klubonként
| Csapat             | Győztes                                      | Döntős                                 |
| ------------------ | -------------------------------------------- | -------------------------------------- |
| Steaua București   | 7 (1994, 1995, 1998, 2001, 2006, 2013, 2024) | 6 (1999, 2005, 2011, 2014, 2015, 2020) |
| CFR Cluj           | 4 (1999, 2002, 2003, 2007)                   | 5 (2012, 2016, 2019, 2021, 2022)       |
| Rapid București    | 4 (1999, 2002, 2003, 2007)                   | 2 (998, 2006)                          |
| Dinamo București   | 2 (2005, 2012)                               | 4 (2001, 2002, 2003, 2007)             |
| Astra Giurgiu      | 2 (2014, 2016)                               | –                                      |
| Sepsi OSK          | 2 (2022, 2023)                               | –                                      |
| Viitorul Constanța | 1 (2019)                                     | 1 (2017)                               |
| CS U Craiova       | 1 (2021)                                     | 1 (2018)                               |
| ASA Târgu Mureș    | 1 (2015)                                     | –                                      |
| Oțelul Galați      | 1 (2011)                                     | –                                      |
| Voluntari          | 1 (2017)                                     | –                                      |
| Petrolul Ploiești  | –                                            | 2 (1995, 2013)                         |
| Unirea Urziceni    | –                                            | 2 (2009, 2010)                         |
| Gloria Bistrița    | –                                            | 1 (1994)                               |
| Corvinul Hunedoara | –                                            | 1 (2024)                               |